# Deborah Evelyn
Deborah Sochaczewski Evelyn (Rio de Janeiro, 12 de março de 1964 ou 1966) é uma atriz brasileira, vencedora do Prêmio Shell de Melhor Atriz, ela também recebeu indicações para um Prêmio Qualidade Brasil e um Prêmio Extra. Deborah ficou popularmente conhecida por seu retrato de mulheres emocionalmente instáveis, amargas e ambiciosas nas novelas.
Após estudar atuação na Escola de Arte Dramática da USP, Deborah iniciou sua carreira como atriz na minissérie Moinhos de Ventos (1983), da TV Globo. Posteriormente, recebeu elogios com sua aparição em Meu Destino É Pecar (1984) e A Gata Comeu (1985). Em 1990, ganhou aclamação por sua atuação como Alcmena na minissérie Desejo e no mesmo ano recebeu um personagem de destaque na novela Mico Preto. Desde então, Deborah passou a integrar o elenco principal de inúmeras produções na televisão.
Em 2003, interpretou um dos personagens centrais da novela de grande sucesso do horário nobre da TV Globo Celebridade, pelo qual recebeu sua primeira indicação ao Prêmio Contigo! de TV de Melhor Atriz Coadjuvante. Em 2005 recebeu o Prêmio Shell por sua performance dramática na peça Baque. Por sua personagem antagônica em Caras e Bocas (2009), a vilã Judith Silveira Lontra, ela foi indicada ao Prêmio Qualidade Brasil de Melhor Atriz Coadjuvante.

## Biografia
De origem judaica, Deborah é filha do economista Haroldo Bruce Evelyn com a socióloga Suzana Sochaczewski Evelyn, e irmã do ator Carlos Evelyn. Deborah é também sobrinha da atriz Renata Sorrah, irmã mais nova de sua mãe, Suzana.
Em 1982 formou-se na Escola de Arte Dramática da Universidade de São Paulo, onde também concluiu a graduação em Ciências Sociais.
Deborah estreou na televisão aos 17 anos, na minissérie Moinhos de Vento, sob direção de Walter Avancini.
Dentre seus papéis na televisão podem ser destacados as românticas Ruth de Vida Nova (1988/1989) e Lenita Penteado de A Gata Comeu (1985), a ingênua Raquel de Hipertensão (1986), a amarga Basília da minissérie A Muralha e a neurótica Beatriz Vasconcelos Amorim de Celebridade (2003/2004), de Gilberto Braga. Em 2006, representou Salomé na minissérie JK, todos na Rede Globo.
Além da TV, também atua no teatro e no cinema, tendo participado dos filmes Mulheres do Brasil e O Maior Amor do Mundo e das peças O Banquete e Deus da Carnificina (esta última em cartaz pelo Brasil).
Viveu a sua primeira antagonista em novelas como a perversa Judith de Caras & Bocas. Em 2011 interpretou a alpinista social Eunice em Insensato Coração, novela das 9 de Gilberto Braga e Ricardo Linhares. Em 2013 foi escalada para viver a misteriosa Irene Fiori na novela das sete Sangue Bom, de Maria Adelaide Amaral e Vincent Villari.
Em 2015 Evelyn foi escalada para viver Inês em Babilônia, mas a direção da TV Globo a deslocou para o elenco da novela seguinte, A Regra do Jogo, de João Emanuel Carneiro. Na trama de Carneiro interpreta Kiki, filha de um milionário, que é sequestrada a mando do próprio pai e que se apaixona por seu sequestrador. Em 2017, estreou como Alzira, na novela Tempo de Amar, da Rede Globo.
Em 2019, retorna à parceira com o autor Walcyr Carrasco, com quem trabalhou e fez grande sucesso em Caras e Bocas, e aceita o convite para atuar na novela A Dona do Pedaço, interpretando a cômica ninfomaníaca Lyris, uma socialite paulista, que apaixonada pelo marido, não desconfia de sua homossexualidade, gerando divertidos conflitos.
No segundo semestre de 2022, estrela a nova montagem da peça Três Mulheres Altas, de Edward Albee com Suely Franco e Nathalia Dill nos papéis de A, B e C, trazendo o embate de três mulheres em diferentes fases da vida: juventude, maturidade e velhice.

### Vida pessoal
Em 1988 casou-se com o diretor de televisão Dennis Carvalho, com quem teve sua única filha, Luiza, em 1993. Após 24 anos de união, eles se separaram em dezembro de 2012.
Em 26 de abril de 2014, Deborah se casa com o arquiteto alemão Detlev Schneider. Ele faleceu em 2023, vítima de câncer. 

## Filmografia

### Televisão
| Ano  | Título                   | Personagem                            | Notas                                        |
| ---- | ------------------------ | ------------------------------------- | -------------------------------------------- |
| 1982 | Caso Verdade             | Ela mesma                             | Episódio: "Um Engano Mortal"                 |
| 1983 | Moinhos de Vento         | Tereza                                |                                              |
| 1984 | Meu Destino É Pecar      | Arlete Castro (Netinha)               |                                              |
| 1985 | A Gata Comeu             | Helena Penteado (Lenita)              |                                              |
| 1986 | Selva de Pedra           | Flávia Moreno                         |                                              |
| 1986 | Hipertensão              | Raquel Dias                           |                                              |
| 1987 | Mandala                  | Vera (jovem)                          | Episódios: "12–13 de outubro"                |
| 1988 | Bebê a Bordo             | Fânia Favale                          |                                              |
| 1988 | Vida Nova                | Ruth                                  |                                              |
| 1990 | Delegacia de Mulheres    | Fátima de Souza                       | Episódio: "Um Dia a Casa Cai"                |
| 1990 | Desejo                   | Alcmena                               |                                              |
| 1990 | Mico Preto               | Marisa Menezes Garcia                 |                                              |
| 1992 | Você Decide              | Maria Helena                          | Episódio: "O Golpe"                          |
| 1992 | Anos Rebeldes            | Sandra                                |                                              |
| 1993 | Fera Ferida              | Zigfrida Pestana Weber (Frida)        |                                              |
| 1994 | Pátria Minha             | Bárbara                               |                                              |
| 1995 | Explode Coração          | Yone Sampaio                          |                                              |
| 1996 | Você Decide              | Dóris                                 | Episódio: "Em Nome do Padre"                 |
| 1996 | Você Decide              | Ana                                   | Episódio: "Bala Perdida"                     |
| 1997 | Você Decide              | Laura                                 | Episódio: "A Farsa"                          |
| 1997 | A Justiceira             | Janice                                | Episódio: "Viver por Viver"                  |
| 1998 | Mulher                   | Téia                                  | Episódio: "A Fome e a Vontade de Comer"      |
| 1998 | Labirinto                | Cibele de Almeida Meireles            |                                              |
| 1998 | Você Decide              | Paula                                 | Episódio: "Laura"                            |
| 1999 | Você Decide              | Nádia                                 | Episódio: "O Califa de Caruaru"              |
| 2000 | A Muralha                | Basília Olinto Góes                   |                                              |
| 2001 | Um Anjo Caiu do Céu      | Virgínia Medeiros                     |                                              |
| 2001 | Sítio do Picapau Amarelo | Drª. Dalva                            | Episódio: "Viagem ao Céu"                    |
| 2002 | Desejos de Mulher        | Fernanda Monteiro Maia                |                                              |
| 2002 | O Beijo do Vampiro       | Laura                                 | Episódio: "12 de dezembro"                   |
| 2003 | Celebridade              | Beatriz Vasconcellos Amorim           |                                              |
| 2004 | Sob Nova Direção         | Vera                                  | Episódio: "Vida de Cachorro"                 |
| 2004 | Começar de Novo          | Dora                                  | Episódios: "16–24 de novembro"               |
| 2004 | Histórias de Cama & Mesa | Vânia                                 | Especial de fim de ano                       |
| 2006 | JK                       | Salomé                                |                                              |
| 2006 | Páginas da Vida          | Anna Maria Saraiva                    |                                              |
| 2007 | Desejo Proibido          | Madalena Borges Mendonça              |                                              |
| 2008 | Casos e Acasos           | Glória                                | Episódio: "O Ultimato, o Vândalo e a Pensão" |
| 2009 | Caras & Bocas            | Judith Silveira Lontra                |                                              |
| 2011 | Insensato Coração        | Eunice Alencar Machado                |                                              |
| 2013 | Sangue Bom               | Irene Fiori / Rita de Cássia          |                                              |
| 2015 | A Regra do Jogo          | Maria Cristina Barroso Stewart (Kiki) |                                              |
| 2017 | TOC's de Dalila          | Solange Diniz Alcântara               | Episódio: "Cinderela do Chupa Chupa"         |
| 2017 | Tempo de Amar            | Alzira Torres da Fontoura             |                                              |
| 2018 | Dança dos Famosos        | Participante                          | Temporada 15                                 |
| 2019 | A Dona do Pedaço         | Lyris Mantovani                       |                                              |
| 2021 | Verdades Secretas II     | Elizabeth Ewbank (Betty)              |                                              |
| 2026 | Dona Beja                | Cecília Sampaio (Ceci)                |                                              |

### Cinema
| Ano  | Título                     | Personagem             |
| ---- | -------------------------- | ---------------------- |
| 1988 | Mistério no Colégio Brasil | Ludmilla               |
| 1994 | Lamarca                    | Marina                 |
| 1997 | Amar                       | Joana (Curta-metragem) |
| 2001 | A Partilha                 | Ela mesma              |
| 2006 | Mulheres do Brasil         | Rita                   |
| 2006 | O Maior Amor do Mundo      | Carolina               |
| 2017 | Diminuta                   | Júlia                  |

## Teatro
| Ano     | Título                              | Personagem        |
| ------- | ----------------------------------- | ----------------- |
| 1991    | Phaedra                             | —                 |
| 1996    | O Mercador de Veneza                | —                 |
| 1998    | Uiva e Vocifera                     | —                 |
| 1998–99 | As Três Irmãs                       | Macha             |
| 2005–06 | Baque                               | Su                |
| 2008    | O Jardim das Cerejeiras             | Liubov Andreievna |
| 2011–13 | Deus da Carnificina                 | Verônica          |
| 2015    | Hora Amarela                        | Ellen             |
| 2017    | Fluxorama                           | Amanda            |
| 2017    | Estranhos.com                       | Olivia            |
| 2022    | Três Mulheres Altas de Edward Albee | Personagem B      |

## Prêmios e indicações
| Ano  | Prêmio                          | Categoria                          | Trabalho             | Resultado |
| ---- | ------------------------------- | ---------------------------------- | -------------------- | --------- |
| 2004 | Prêmio Contigo! de TV           | Melhor Atriz Coadjuvante           | Celebridade          | Indicada  |
| 2005 | Prêmio Shell                    | Melhor Atriz                       | Baque                | Venceu    |
| 2007 | Prêmio Contigo! de TV           | Melhor Atriz Coadjuvante           | Páginas da Vida / JK | Indicada  |
| 2009 | Prêmio Qualidade Brasil         | Melhor Atriz coadjuvante           | Caras & Bocas        | Indicada  |
| 2011 | Prêmio Extra de Televisão       | Melhor Atriz coadjuvante           | Insensato Coração    | Indicada  |
| 2017 | Prêmio Nelson Rodrigues         | Homenagem                          | Carreira             | Venceu    |
| 2018 | Prêmio Aplauso Brasil de Teatro | Melhor Elenco (com Johnny Massaro) | Estranhos.com        | Venceu    |
| 2023 | Prêmio Cesgranrio de Teatro     | Melhor Atriz                       | Três Mulheres Altas  | Pendente  |
| 2023 | Prêmio APTR                     | Atriz em Papel Protagonista        | Três Mulheres Altas  | Indicada  |
| 2023 | Prêmio Bibi Ferreira            | Melhor Atriz Coadjuvante em Peça   | Três Mulheres Altas  | Indicado  |